# جاي هو
جاي هو  (بالإنجليزية: Jai Ho)‏ هو فيلم تم إنتاجه في الهند وصدر في سنة 2014. الفيلم من إخراج سهيل خان وكتابة ديليب شوكلا.

## بطولة
- سلمان خان
- تابو
- ديزي شاه
- داني دانزوغبا

ضيف شرف :سونيل شيتى

## القصة
يرصد الفيلم في جو درامي قصة حياة رجل عادي يُدعى جاي أجنيهورتي (سلمان خان) ولكن تجبره الظروف الاجتماعية والسياسية والاقتصادية على سلوك طريق يقلب حياته رأسًا على عقب. يقوم جاي أجنيهورتي بتكوين حركة كبيرة وتنتشر بشكل كبير على مستوى الأمة متمثلة في أنه يتعين على كل شخص فعل معروف لثلاثة أشخاص غرباء يغير حياتهم للأفضل ويكونون في أمس الحاجة إليه، وبالتالي يفعلون هم الشيء نفسه لثلاثة أشخاص آخرين، وهكذا دواليك.

## الممثلون والشخصيات
- سلمان خان
- تابو
- ديزي شاه
- داني دنزوغبا
- برونا عبد الله

## الميزانية والإيرادات
بلغت تكلفة إنتاج الفيلم حوالي 65 كرور روبية هندية (11 مليون دولار أمريكي) بينما حقق أرباحا تقدر بـ 225 كرور روبية هندية (37 مليون دولار أمريكي).

## روابط خارجية
- جاي هو على موقع IMDb (الإنجليزية)
- جاي هو على موقع روتن توميتوز (الإنجليزية)
- جاي هو على موقع قاعدة بيانات الأفلام العربية
- جاي هو على موقع ألو سيني (الفرنسية)
- جاي هو على موقع أول موفي (الإنجليزية)
- جاي هو على موقع بوكس أوفيس موجو (الإنجليزية)
- جاي هو على موقع فيلمافينيتي (الإسبانية)
- جاي هو على موقع قاعدة بيانات الفيلم (الإنجليزية)
- جاي هو على موقع ليتربوكسد (الإنجليزية)
- جاي هو على موقع كينوبويسك (الروسية)